# Bastilj

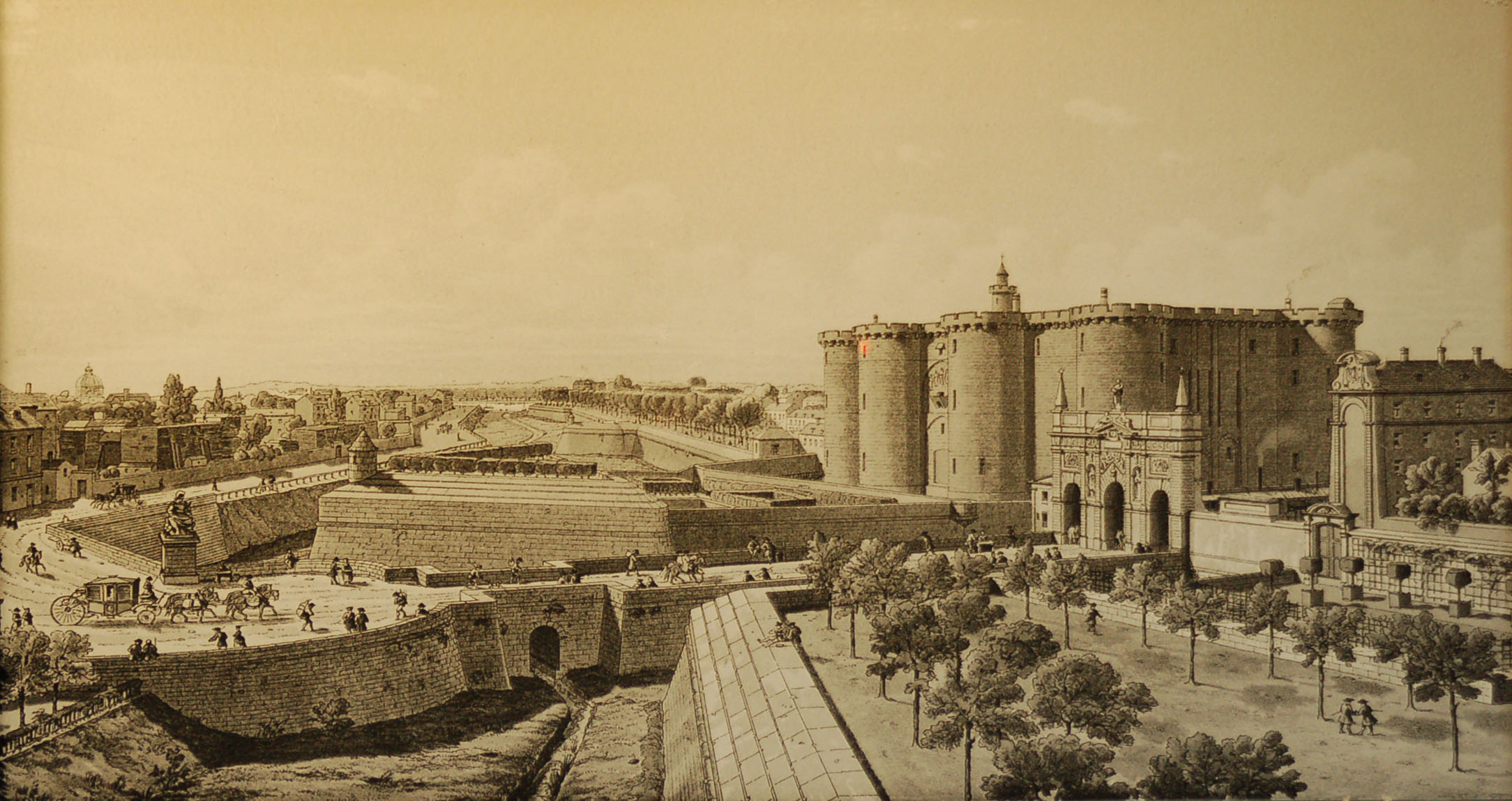
Bastiljen i Paris.

Bastilj (franska bastille), ursprungligen benämning på fasta, med torn försedda slott, blev med tiden företrädesvis namnet på det åren 1370-1383 på Karl V:s befallning byggda kastell i Paris, som skulle tjäna till skydd mot engelsmännen och som kom att kallas kort och gott Bastiljen.